# A metró (New York)
A New York-i A metró az IND Nyolcadik sugárút vonalcsoport egy tagja (a másik kettő a C és az E). Ez rendelkezik a leghosszabb vonallal az összes New York-i metró közül: útvonala több mint 50 km.
Az A a nap minden időszakában közlekedik. Késő éjszaka (22:30 – 5:30) minden állomáson megáll, míg nappal gyorsjáratként közlekedik. Átlagos járatsűrűsége napközben 6-9 perc, este pedig 10-12 perc; éjszaka 20 percenként közlekedik. Az egyetlen olyan vonal, amely érinti mindhárom ingajáratot (42.-ik utcai, Franklin sugárúti, Rockaway parki). Késő éjszaka Lefferts Shuttle néven ingajárat közlekedik az Euclid Avenue – Lefferts Boulevard útvonalon.

## Történet

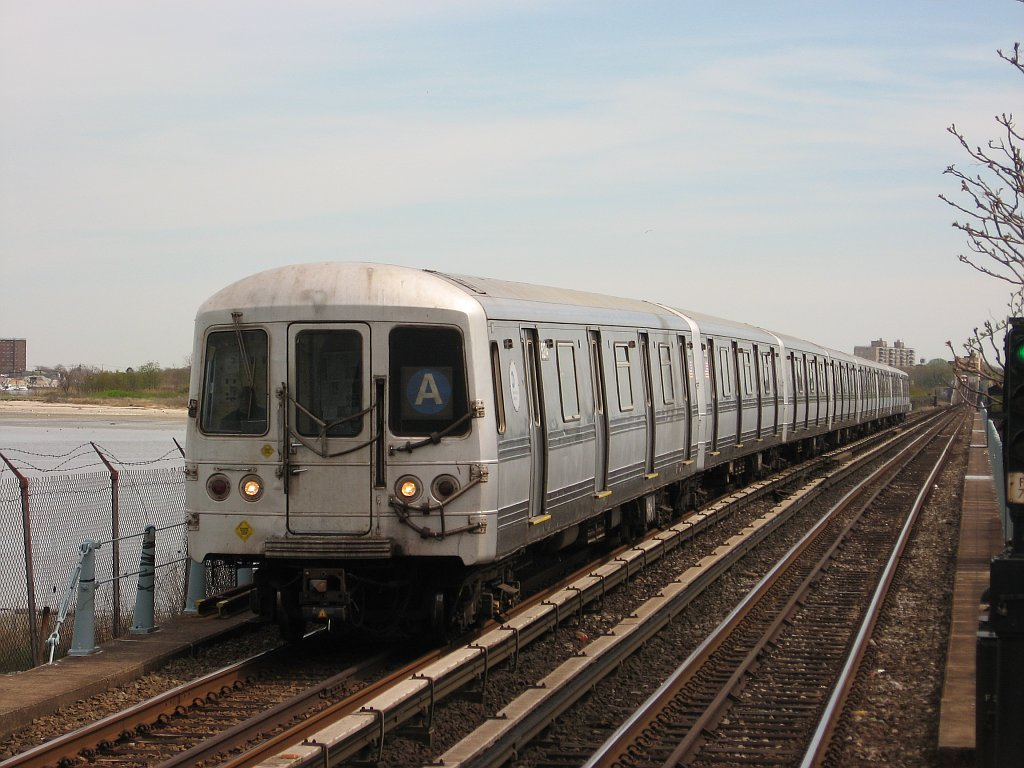
A vonat a Broadway Junction állomás előtt

Az A és az AA voltak az első vonalak az IND Nyolcadik sugárút vonalcsoportjából; megnyitásukra 1932. szeptember 10-én került sor. Az A gyorsjáratként közlekedett a 207. utca és a Chambers Street között, míg az AA lassújáratként közlekedett a 168. utca és a Hudson Terminal (mai WTC) között. Késő éjszaka és vasárnap az A nem közlekedett.
1933. február 1-jén átadtak a Jay Street – Borough Hall szakaszt, majd ugyanazon év március 20-ára a Bergen Streetig, október 7-ére pedig már a Church Street közlekedtek a vonatok.
1936. április 9-én átadták a Rockaway Avenueig, 1948. szeptember 28-án pedig az Euclid Avenueig tartó szakaszt. 1956. április 29-én megnyílt a Grant Avenue-i állomás, s ezzel a vonal már egészen a Lefferts Boulevardig ért. 2 hónappal később a Long Island Rail Road (továbbiakban: LIRR) megépítette a Rockaway Park – Beach 25th Street szakaszt.
1958. január 16-án új végállomást alakítottak ki (Far Rockaway – Mott Avenue), amihez LIRR hamar meg is építette a vonalat. Ekkoriban az A vonatok csak az Euclid Avenueig vagy a Lefferts Boulevardig közlekedtek, a déli szakaszon az E szerelvényei jártak. 1967. július 9-től az A napközben, este és hétvégén már egészen Far Rockawayig közlekedett, kiváltva ezzel a HH vonalat. 5 évvel később már a csúcsidőszakban is kijárt idáig.
1985-ben az IND-divízió bevezetésével az AA vonalat átkeresztelték K vonalra, majd 1988-ban C vonalra.
1990-ig a vonal déli fővégállomása a Lefferts Boulevard volt, aminek következtében ingajáratok közlekedtek az Euclid Avenue és a Rockaway Park között. 1990-ben azonban váltottak, s a Lefferts Boulevard helyett az éjszakai járatok a Rockaway Parkig jártak. Ekkor vezették be a még ma is használatban lévő Lefferts Shuttle ingajáratot, amely a Lefferts Boulevard és az Euclid Avenue között közlekedik kizárólag késő éjszaka. Egy pár évvel később a Rockaway Park és a Dyckman Street között a reggeli csúcsidőben is közlekedtek a szerelvények, míg az esti csúcsidőben az 59th Street-Columbus Circle – Rockaway Park útvonalon is.

### Útvonalak
| Útvonal                                               | Jelleg   | Időszak                                                     |
| ----------------------------------------------------- | -------- | ----------------------------------------------------------- |
| 207th Street – Far Rockaway                           | local    | Késő estétől reggelig                                       |
| 207th Street – Far Rockaway                           | expressz | Reggeltől késő estéig                                       |
| 207th Street – Lefferts Boulevard                     | local    | Késő estétől éjszakáig                                      |
| 207th Street – Lefferts Boulevard                     | expressz | Reggeltől késő estig                                        |
| 207th Street – Rockaway Park                          | expressz | 207th Street felé csak reggel, Rockaway Park felé csak este |
| Euclid Avenue – Lefferts Boulevard (Lefferts Shuttle) | local    | Késő éjszaka és kora reggel                                 |

### Állomások
|                         | Állomás                                | Átszállási kapcsolatok (metró) | Megjegyzés                                                             |
| ----------------------- | -------------------------------------- | ------------------------------ | ---------------------------------------------------------------------- |
| Manhattan               |                                        |                                |                                                                        |
|                         | Inwood – 207th Street                  |                                |                                                                        |
|                         | Dyckman Street                         |                                |                                                                        |
|                         | 190th Street                           |                                |                                                                        |
|                         | 181st Street                           |                                |                                                                        |
|                         | 175th Street                           |                                | George Washington Bridge Bus Terminal                                  |
|                         | 168th Street                           |                                |                                                                        |
|                         | 163rd Street – Amsterdam Avenue        |                                |                                                                        |
|                         | 155th Street                           |                                |                                                                        |
|                         | 145th Street                           |                                |                                                                        |
|                         | 135th Street                           |                                |                                                                        |
|                         | 125th Street                           |                                | M60-as autóbusz a LaGuardia repülőtér felé                             |
|                         | 116th Street                           |                                |                                                                        |
|                         | Cathedral Parkway – 110th Street       |                                |                                                                        |
|                         | 103rd Street                           |                                |                                                                        |
|                         | 96th Street                            |                                |                                                                        |
|                         | 86th Street                            |                                |                                                                        |
|                         | 81st Street – Musum of Natural History |                                |                                                                        |
|                         | 72nd Street                            |                                |                                                                        |
|                         | 59th Street – Columbus Circle          |                                |                                                                        |
|                         | 50th Street                            |                                | Mozgáskorlátozott megközelíthetőség kizárólag dél felé                 |
|                         | 42nd Street – Port Authority           |                                | Port Authority Bus Terminal                                            |
|                         | 34th Street – Penn Station             |                                | Amtrak, LIRR, New Jersey Transit                                       |
|                         | 23rd Street                            |                                |                                                                        |
|                         | 14th Street                            |                                |                                                                        |
|                         | West 4th Street – Washington Square    |                                | 9th Street (PATH állomás)                                              |
|                         | Spring Street                          |                                |                                                                        |
|                         | Canal Street                           |                                |                                                                        |
|                         | Chambers Street                        |                                | World Trade Center (PATH állomás)                                      |
|                         | Broadway – Nassau Street               |                                |                                                                        |
| Manhattan Brooklyn      |                                        |                                |                                                                        |
|                         | High Street – Brooklyn Bridge          |                                | Brooklyn Bridge                                                        |
|                         | Jay Street – Borough Hall              |                                |                                                                        |
|                         | Lafayette Avenue                       |                                |                                                                        |
|                         | Clinton-Washington Avenues             |                                |                                                                        |
|                         | Franklin Avenue                        |                                |                                                                        |
|                         | Nostrand Avenue                        |                                |                                                                        |
|                         | Kingston-Throop Avenues                |                                |                                                                        |
|                         | Utica Avenue                           |                                |                                                                        |
|                         | Ralph Avenue                           |                                |                                                                        |
|                         | Rockaway Avenue                        |                                |                                                                        |
|                         | Broadway Junction                      |                                |                                                                        |
|                         | Liberty Avenue                         |                                |                                                                        |
|                         | Van Sicien Avenue                      |                                |                                                                        |
|                         | Shepherd Avenue                        |                                |                                                                        |
|                         | Euclied Avenue                         |                                |                                                                        |
|                         | Grant Avenue                           |                                |                                                                        |
| Brooklyn Queens         |                                        |                                |                                                                        |
|                         | 80th Street                            |                                |                                                                        |
|                         | 88th Street                            |                                |                                                                        |
|                         | Rockaway Boulevard                     |                                |                                                                        |
| Lefferts Boulevard felé |                                        |                                |                                                                        |
|                         | 104th Street                           |                                |                                                                        |
|                         | 111th Street                           |                                |                                                                        |
|                         | Ozone Park – Lefferts Boulevard        |                                |                                                                        |
| Rockaway felé           |                                        |                                |                                                                        |
|                         | Aqueduct Racetrack                     |                                | Időszakos megálló; kizárólag Manhattan felé                            |
|                         | Aqueduct – North Condolt Avenue        |                                |                                                                        |
|                         | Howard Beach – JFK Airport             |                                | JFK AirTrain a J. F. Kennedy repülőtér felé                            |
|                         | Broad Channel                          |                                |                                                                        |
| Far Rockaway felé       |                                        |                                |                                                                        |
|                         | Beach 67th Street                      |                                |                                                                        |
|                         | Beach 60th Street                      |                                | A Far Rockaway felé tartó szerelvények felújítás miatt nem állnak meg! |
|                         | Beach 44th Street                      |                                |                                                                        |
|                         | Beach 36th Street                      |                                | A Far Rockaway felé tartó szerelvények felújítás miatt nem állnak meg! |
|                         | Beach 25th Street                      |                                |                                                                        |
|                         | Far Rockaway – Mott Avenue             |                                | LIRR                                                                   |
| Rockaway Park felé      |                                        |                                |                                                                        |
|                         | Beach 90th Street                      |                                |                                                                        |
|                         | Beach 98th Street                      |                                | A Manhattan felé tartó szerelvények felújítás miatt nem állnak meg!    |
|                         | Beach 105th Street                     |                                |                                                                        |
|                         | Rockaway Park                          |                                |                                                                        |

| Jelmagyarázat | Jelmagyarázat                                                                                     |
| ------------- | ------------------------------------------------------------------------------------------------- |
|               | Egész nap                                                                                         |
|               | Csak éjszaka                                                                                      |
|               | Kizárólag csúcsidőben és csak az egyik irányba (Délelőtt Manhattan felé, délután Manhattan felől) |

## Fordítás
- Ez a szócikk részben vagy egészben  az   A (New York City Subway service) című angol Wikipédia-szócikk fordításán alapul.  Az eredeti cikk szerkesztőit annak laptörténete sorolja fel. Ez a jelzés csupán a megfogalmazás eredetét és a szerzői jogokat jelzi, nem szolgál a cikkben szereplő információk forrásmegjelöléseként.